# Jan Lechoń
Jan Lechoń (vlastním jménem Leszek Józef Serafinowicz, 13. březen 1899, Varšava – 8. červen 1956, New York, Severní Amerika) byl polský básník, tzv. skamandrita.

## Život a dílo
V letech 1911–1912 bydlel s rodiči v ulici Ołówkowa 14 v Pruszkówě. V letech 1916–1918 studoval Jan Lechoń polonistiku na Varšavské univerzitě. Roku 1919 se podílel na založení polského básnického uskupení, známého jako Skamander. Od 1931 zastával post polského kulturního atašé ve Francii, roku 1940 emigroval do Ameriky, kde spáchal v roce 1956 sebevraždu. Udává se, že vyskočil z okna hotelu Hudson ve dvanáctém patře.
Byl pochován původně na hřbitově Calvary v Queensu, avšak roku 1991 jej exhumovali a převezli zpět do rodného Polska. Pohřben byl posléze na Cmentarzi leśnym w Laskach.
Je autorem např. básně Herostrates.

## Galerie

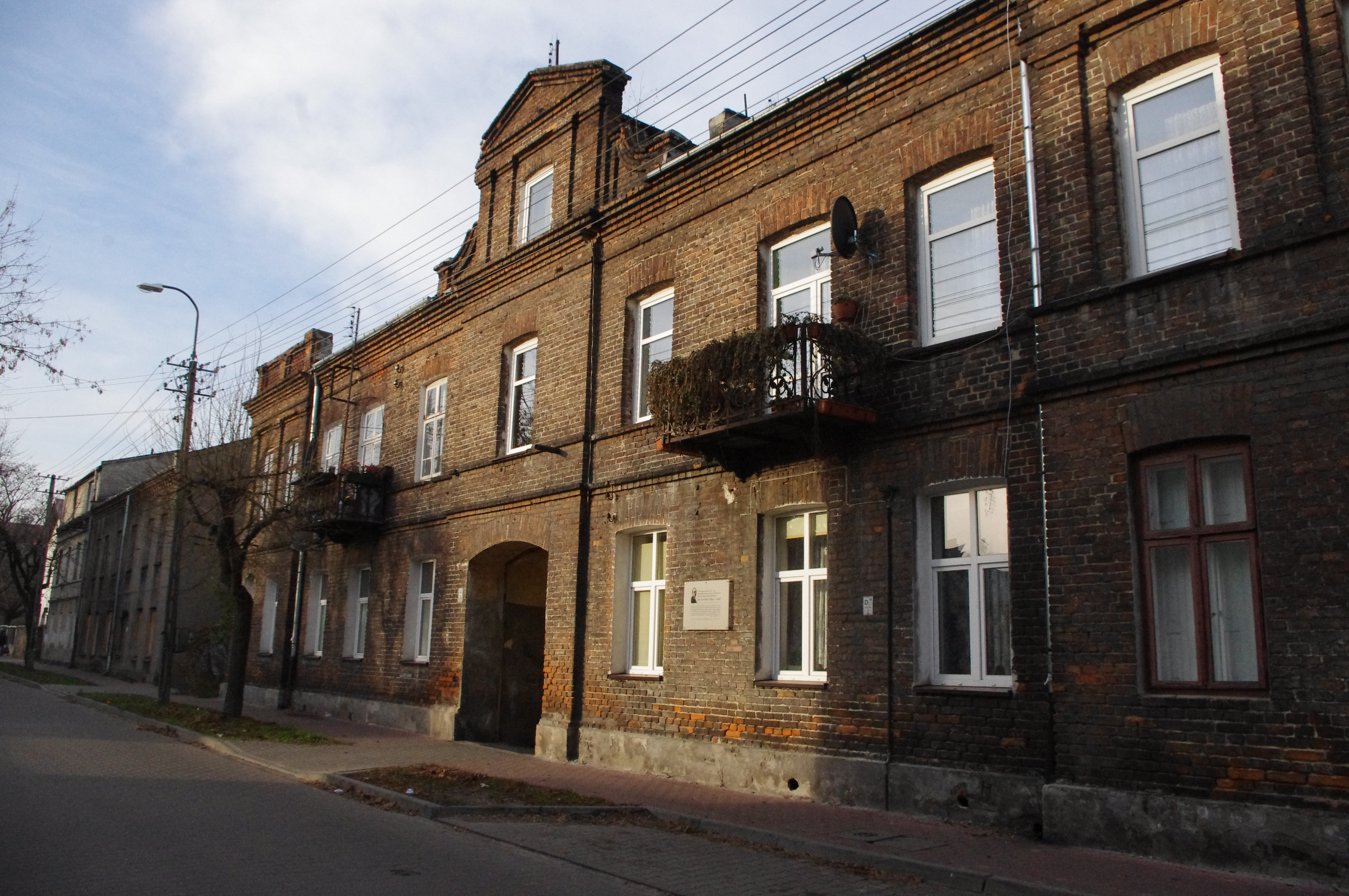
Dům v polském Pruszkówě při ulici ul. Ołówkowej 14, kde Jan Lechoń v letech 1911–1912 bydlel
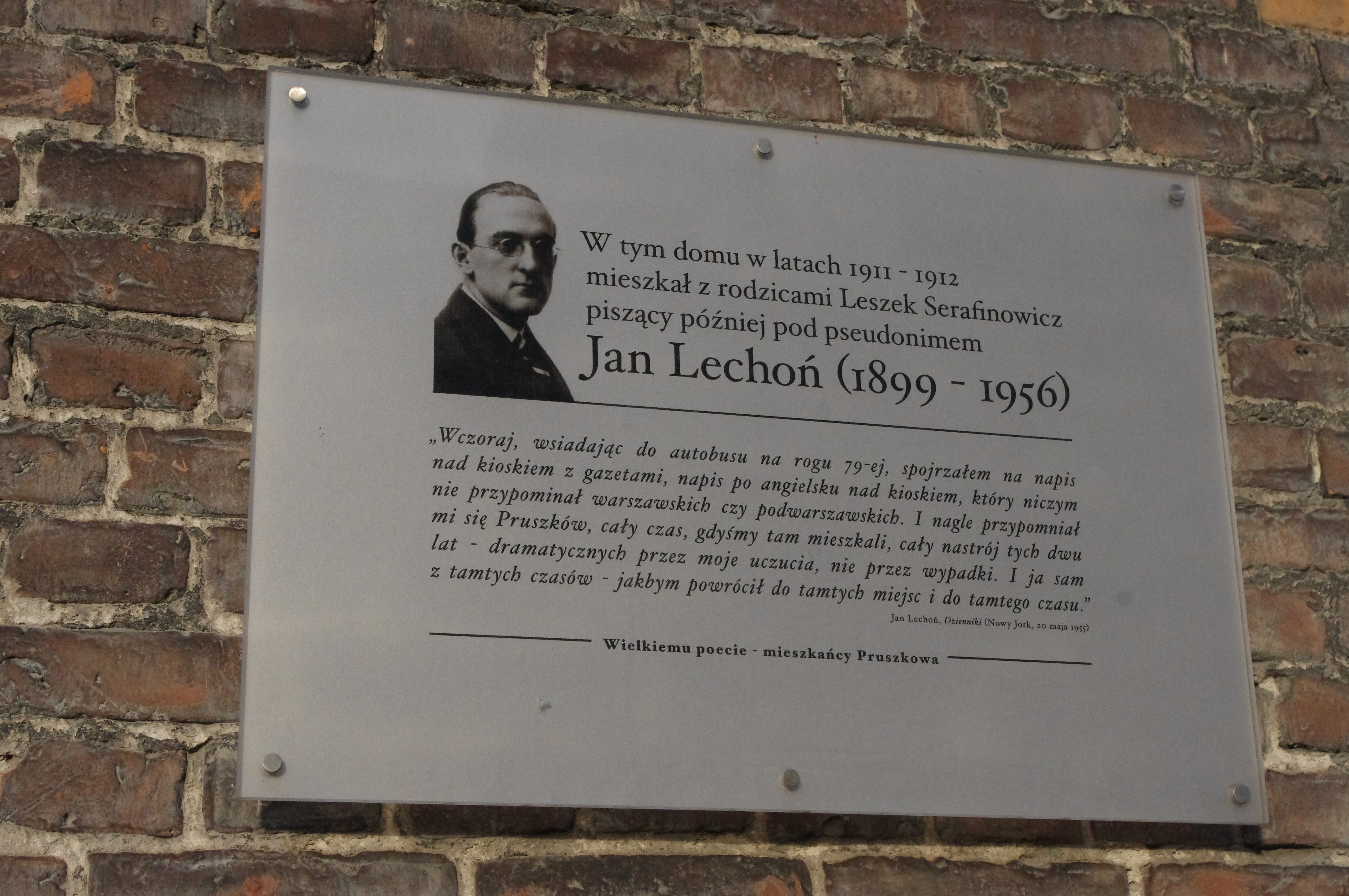
Pamětní deska na domě v Pruszkówě, kde autor pobýval
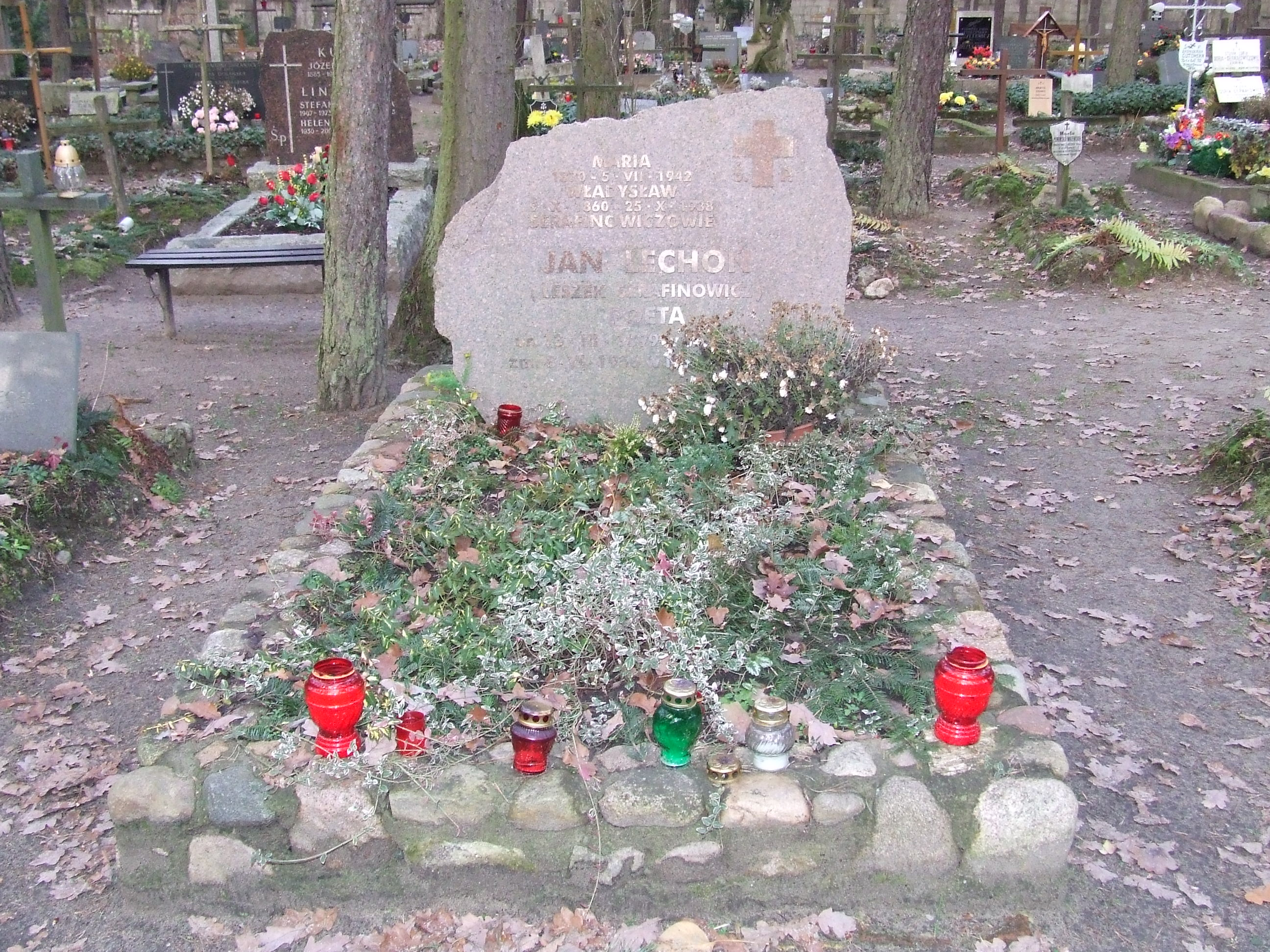
Hrob Jana Lechoně v Polsku
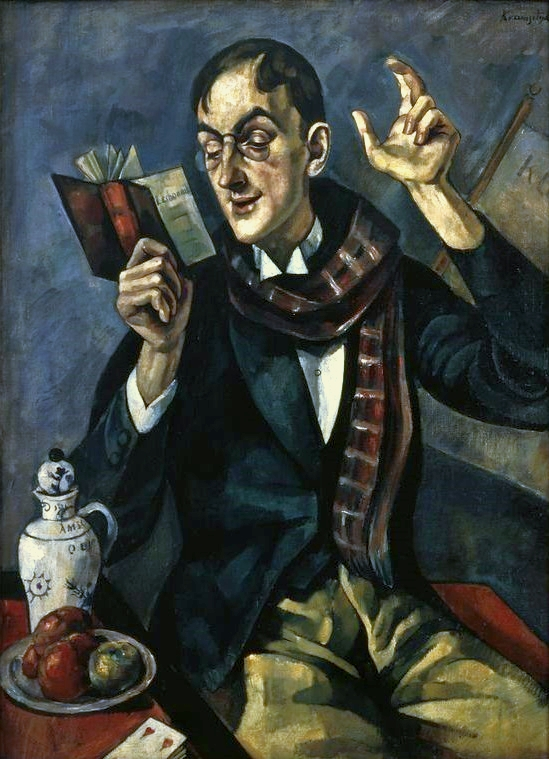
Umělecké vyobrazení polského poety